# Огнеупорный лом

Огнеупорный лом

Огнеупорный лом — это огнеупоры, бывшие в употреблении, а также огнеупорные материалы, изъятые во время разборки тепловых агрегатов и печей, остановленных ввиду проведения планового либо предупредительного ремонта.
Огнеупорный лом, образующийся от ломки сталеразливочных ковшей, вывозится автотранспортом на площадку второгнеупоров и складируется в строго отведенное место для алюмосиликатных
огнеупоров.
После эксплуатации огнеупорных изделий в тепловых агрегатах около 20 % остается непригодным для дальнейшего использования, и квалифицируются как лом огнеупоров. Повреждения огнеупорного лома могут определяться как визуально, так и с помощью тепловизора.

## Виды огнеупорного лома
Огнеупорный лом сортируется по видам:
- магнезиальный
- алюмосиликатный
- углеродсодержащий
- динасовый

Магнезиальный огнеупорный лом образуется при ломке сводов электропечей, ремонте шиберных затворов, ремонте электропечей и печи обжига извести. Своды ломаются на стенде ломки сводов в футеровочном отделении.
Образующийся огнеупорный лом собирается в контейнеры, установленные на стенде ломки сводов.
Алюмосиликатный огнеупорный лом образуется при ломке сталеразливочных и промежуточных ковшей. Ломка футеровки сталеразливочных ковшей производится на стенде ломки в футеровочном отделении. Огнеупорный лом собирается в контейнеры. На ломку ковши подаются очищенными от шлака и металла. Сортировка алюмосиликатного лома производится на площадке второгнеупоров. Целый и ошлакованный с одной стороны кирпич укладывается на поддоны и используется вторично или отгружается огнеупорным заводам.
Углеродсодержащий огнеупорный лом образуется на участке электропечей. Отработанные графитовые электроды автотранспортом выво¬зятся на площадку второгнеупоров и складируются в отведенном для этого вида лома месте. Углеродсодержащий огнеупорный лом отгружается на переработку заводам, выпускающим графитовые изделия.

## Применение огнеупорного лома
Огнеупорный лом перерабатывается и используется в виде сырья для изготовления новых огнеупорных материалов. Также применяется для подварки футеровки дуговых электропечей и горячих ремонтов.
Повторное применение огнеупорного лома при изготовлении новых изделий представляет интерес как в плане снижения использования и добычи минерального сырья, так и энергозатрат на его переработку; 100 000 т алюмосиликатного лома, используемого вместо шамота, позволяет снизить расход глины для его производства более чем на 150 000 т и расход природного газа более чем на 1,5 миллиона кубометров. Дополнительным, наиболее существенным достоинством использования лома вместо шамота является низкая пористость и повышенная степень муллитизации, достигаемые за счет длительного пребывания в зоне высоких температур, зачастую существенно превышающих температуру обжига шамота.
Недостатком лома, в частности алюмосиликатного, является загрязнение его с рабочей стороны продуктами взаимодействия с агрессивной средой рабочего пространства агрегата. Поэтому основной проблемой при подготовке алюмосиликатного лома к повторному использованию в качестве компонента шихты при производстве огнеупорных изделий является предварительная очистка от продуктов взаимодействия огнеупора с рабочей средой агрегата в процессе эксплуатации изделий.

## Свойства изделий изготовленных с использованием алюмосиликатного лома
| Марка изделий | Пористость открытая, % | Предел прочности при сжатии, МПа | Огнеупорность, С | Дополнительная линейная усадка % | Термостойкость (1300 С — вода), теплосмен | Температура начала размягчения под нагрузкой 0,2 МПа, С |
| ------------- | ---------------------- | -------------------------------- | ---------------- | -------------------------------- | ----------------------------------------- | ------------------------------------------------------- |
| ША-1          | 18 — 21                | 25 — 35                          | > 1690           | при 1400 С — 2 часа; 0,1 — 0,2   | > 5                                       | > 1300                                                  |
| ШКУ-39        | 16 — 18                | 30 — 40                          | > 1750           | при 1400 С — 2 часа; 0 — 0,2     | > 7                                       | > 1440                                                  |
| ШПД-39        | 14 — 16                | 50 — 62                          | > 1750           | при 1450 С — 2 часа; 0 — 0,2     | > 7                                       | > 1440                                                  |
| МЛС-62        | 17 — 22                | 35 — 50                          | > 1750           | при 1500 С — 2 часа; 0,1 — 0,2   | > 7                                       | > 1500                                                  |
| МКС-72        | 20 — 22                | 35 — 62                          | > 1770           | при 1550 С — 2 часа; 0,1 — 0,2   | > 7                                       | > 1550                                                  |